# Corumbel
Der Corumbel ist ein linker Nebenfluss des Río Tinto in der spanischen Provinz Huelva. 
Vor seiner Einmündung bildet er den 1987 fertiggestellten Stausee Embalse del Corumbel bajo, der eine Kapazität von 1,9 Mio. m³ hat. 